# Celeste in the City

Celeste in the City est un téléfilm américain réalisé par Larry Shaw et diffusé le 14 mars 2004 sur ABC Family.

## Synopsis
Cheveux crépus, lunettes, diplômée, Celeste Blodgett (Majandra Delfino) doit occuper un emploi à la tête d’un journal. Elle annonce son départ à sa famille dans le Maine pour s’installer à New York. Juste après son arrivée, elle est consternée de découvrir qu’elle n’est pas reporter, mais juste contrôleuse de faits. En plus, son appartement si merveilleux s’avère être une décharge infestée de petits rongeurs. 
Enfin une personne normale, son voisin Kyle (Ethan Embry), généreux, charmant et toujours présent autour de la maison, est un décorateur d’intérieur, et aide la naïve Celeste. La jeune femme est bourrée de préjugés et se fiant au métier qu'il exerce, le croit gay.
Après un moment, Celeste décide d’écouter les conseils de sa mère et de rechercher son cousin Dana (Nicholas Brendon). Lui, qui s’avère être gay, n’en a pas parlé à ses parents, et a abandonné le nom de Blodgett pour celui plus fashion de Harrison. Il présente Celeste, tout sauf élégante, à ses stylistes (Geoffrey Pounsett, Jamie Robinson, Deborah Gibson), qui vont s’occuper de son allure, en mettant au point un projet de relooking – avec revue totale de sa coiffure et de ses vêtements.
Au même moment, Kyle l’aide à mettre de l’ordre dans son appartement. Mais le nouveau look de Celeste n’apporte pas immédiatement l’effet souhaité, notamment à cause de ses préjugés sur les gens lors de faux-pas amoureux. Sous le charme d'un collègue, elle se rend compte qu'elle se trompe après avoir découvert qu'il la trompe avec une autre collègue. Et elle se rend compte que Kay est amoureux d'elle. 

## Fiche technique
- Réalisation : Larry Shaw
- Scénario : Abdi Nazemian et Micah Schraft
- Musique : Douglas J. Cuomo (en)
- Société de production : Touchstone Television
- Pays : États-Unis
- Durée : 90 minutes

## Distribution
- Majandra Delfino (VF : Virginie Ledieu) : Celeste Blodgett
- Nicholas Brendon (VF : Mark Lesser) : Dana Blodgett / Dana Harrison
- Ethan Embry : Kyle Halley
- Michael Boisvert (en) : Mitch Tanzer
- Sadie LeBlanc : Amanda
- Jamie Robinson : Xavier
- Geoffrey Pounsett : Bruce
- Deborah Gibson : Monica
- Allegra Fulton : Hilly
- Janaya Stephens (VF : Céline Ronté) : Lauren Rawley-Simms
- Kathleen Laskey (en) : Phoebe Blodgett
- Dwight McFee : Howard Blodgett